# Durdle Door
Durdle Door er en naturlig bue i sandsten på Jurassic Coast tæt på Lulworth i Dorset, England. Den er i privateje af familien Welds, der ejer 50km2 i Dorset under navnet Lulworth Estate, men er åben for offentligheden. Navnet Durdle kommer af det gamle engelske ord 'thirl', der betyder udboring eller at bore.
Flere film er blevet filmet her, dette inkluderer bl.a. Nanny McPhee, Wilde og den har også været brugt til musikvideoer som Tears for Fears' "Shout" og Cliff Richard "Saviour's Day".